# Jayde Julius
Jayde Andrew Julius (Bellville, 27 augustus 1993) is een Zuid-Afrikaans wielrenner die in 2022 zijn loopbaan afsloot bij Kuwait Pro Cycling Team
In 2015 werd hij nationaal kampioen op de weg bij de beloften. In een wedstrijd waar elite- en belofterenners reden werd hij derde achter eliterenners Jacques Janse van Rensburg en Daryl Impey, waarmee hij de eerste belofterenner was. In 2015 nam hij ook deel aan het Afrikaans kampioenschap op de weg. In die wedstrijd, die gedomineerd werd door de Zuid-Afrikaanse afvaardiging en gewonnen werd door Louis Meintjes, eindigde Julius op de zevende plaats. Mede vanwege zijn goede resultaten tijdens de kampioenschappen mocht hij vanaf augustus stage lopen bij MTN-Qhubeka. Zijn debuut maakte hij in de Arctic Race of Norway, die hij niet uitreed.

## Overwinningen
2015
 Zuid-Afrikaans kampioen op de weg, Beloften
2019
100 Cycle Challenge
Challenge du Prince - Trophée Princie
 Afrikaanse Spelen ploegentijdrit

## Resultaten in voornaamste wedstrijden
|      | \| Jaar \| \| WK op de weg \| \| ---- \| \| ------------ \| \| 2021 \| \| opgave \| |              |
| Jaar |                                                                                     | WK op de weg |
| 2021 |                                                                                     | opgave       |

## Ploegen
- 2015 –  MTN-Qhubeka (stagiair vanaf 1-8)
- 2016 –  Dimension Data for Qhubeka
- 2019 –  ProTouch
- 2020 –  ProTouch
- 2021 –  Kuwait Pro Cycling Team
- 2022 –  Kuwait Pro Cycling Team

Berhane · Boasson Hagen · Bos · Brammeier · Ciolek · Cummings · Dougall · Farrar · Goss · R.Janse van Rensburg · J.Janse van Rensburg · Jim · Kudus · Meintjes · Niyonshuti · Pauwels · Reguigui · Sbaragli · Stauff · Teklehaimanot · Thomson · van Zyl · Venter · Julius (stagiair)
de Bod · Dlamini · Eyob · Gebreigzabhier · Gibbons · Girdlestone · Julius · Navarra · Ndayisenga · Salie · Uwizeyimana